# Пугач, Сергей Викторович
Сергей Викторович Пугач (20 октября 1959, Комсомолец, Кустанайская область — 24 октября 2020, Челябинск) — советский и российский легкоатлет, десятиборец, и тренер.

## Биография
Родился в 1959 году в Казахстане. Лёгкой атлетикой начал заниматься с 11 лет, ещё будучи в школе выполнил норматив 1-го разряда. Первый тренер ― В. И. Максименко, затем ― С. А. Михайлов.
В 1977-79 гг. служил в рядах Советской армии. По образованию ― инженер-строитель, в 1986 окончил Челябинский политехнический институт, затем по распределению попал на работу в трест «Южуралсантехмонтаж». В начале 1990-х работал директором брокерской фирмы в Челябинске.
Выступал на соревнованиях по многоборью различных масштабов (победитель спартакиады народов РСФСР, серебряный призер чемпионата СССР (1985), бронзовый призёр Кубка Европы, 1983). В 1983 году был удостоен звания Мастера спорта международного класса.
В 1993-97 гг. был тренером сборной Челябинской области по лёгкой атлетике. С 1997 года занимал пост директора Центра олимпийской подготовки областного спортивного комитета администрации Челябинской области. Лично участвовал в подготовке выдающихся спортсменов: его подопечными были мастера спорта А. Игуменцева, П. Москаленко, В. Ширяев (участник Олимпийских игр в Сиднее 2000 г.), Н. Аверьянов (Чемпион России 2004 года, участник Олимпийских игр в Афинах 2004 г.), А. Бланк (Призёрка Чемпионата России, Чемпионка Кубка Европы в командном многоборье, В. Алёшкин (многократный Чемпион России, призёр Чемпионата Мира IPC, Чемпион Альтернативных Паралимпийских игр).
В последнее время преподавал на кафедре лёгкой атлетики в Уральском государственном университете физической культуры.